# کالج گیرتون، کمبریج
کالج گیرتون (انگلیسی: Girton College, Cambridge) یکی از ۳۱ کالج تشکیل دهنده دانشگاه کمبریج است. این کالج در سال ۱۸۶۹ توسط امیلی دیویس و باربارا بودیچون به عنوان اولین کالج زنان در کمبریج تأسیس شد. در سال ۱۹۴۸، این دانشگاه عنوان پذیرش رسمی زنان در دانشگاه، به‌طور کامل کالج دریافت کرد. در سال ۱۹۷۶، این نخستین کالج زنان کمبریج بود که موفق به ارائهٔ تحصیلات به‌صورت آموزش مختلط شد.
سایت اصلی کالج، واقع در حومهٔ روستای گیرتون، حدود ۲٫۵ مایلی (۴ کیلومتری) شمال غربی شهر دانشگاهی، شامل ۳۳ هکتار، که (۱۳٫۴ هکتار) زمین است. بیشتر این سایت که در یک طرح آجر قرمز ویکتوریایی، توسط معمار آلفرد واترهاوس بین سال‌های ۱۸۷۲ و ۱۸۸۷ ساخته شده‌است.